# Choquinha-de-ihering
Formigueirinho-de-ihering, choquinha-do-sul-da-amazónia ouchoquinha-de-ihering (Myrmotherula iheringi) é uma espécie de ave da família Thamnophilidae.
Pode ser encontrada nos seguintes países: Bolívia, Brasil e Peru. Seus habitats naturais são: florestas subtropicais ou tropicais húmidas de baixa altitude.